# 六塘清真寺
六塘清真寺，位于中国广西壮族自治区临桂县六塘镇西水街17号，为一个省级文物保护单位，类型为古建筑，为第六批广西壮族自治区文物保护单位，公布时间为2009年5月4日。
六塘清真寺的历史年代为清。